# Port-au-Prince nemzetközi repülőtér
A Port-au-Prince nemzetközi repülőtér, más néven Toussaint Louverture (IATA: PAP, ICAO: MTPP) a Haiti-beli Port-au-Prince város nemzetközi repülőtere. Éves utasforgalma 1 893 470 fő (2017).

## Fekvése
Port-au-Prince város középpontjától 6 km-re északkeletre található, minden oldalról lakott terület veszi körül. A tengerparttól 4 km-re keletre van.

## Forgalomdiagram
Az utasforgalom az elmúlt években az alábbi módon változott:
| 2012 | 1 341 833 |
| 2017 | 1 893 470 |

## Légitársaságok és úticélok
2023-ban a Port-au-Prince nemzetközi repülőtérről az alábbi járatok indulnak:

### Személy
| Légitársaság           | Célállomások |
| ---------------------- | --- |
| Air Caraïbes           | Párizs–Orly |
| Air France             | Pointe-à-Pitre |
| Air Transat            | Montréal–Trudeau |
| American Airlines      | Miami |
| Caicos Express Airways | Providenciales |
| Fly All Ways           | Szezonális: Curaçao, Paramaribo |
| InterCaribbean Airways | Providenciales |
| JetBlue                | Fort Lauderdale, Newark, New York–JFK |
| Spirit Airlines        | Fort Lauderdale |
| Sunrise Airways        | Camagüey, Cap-Haïtien, Fort-de-France, Havana, Holguín, Jérémie, Les Cayes, Panama City–Tocumen, Pointe-à-Pitre, Punta Cana, Santiago de Cuba, Santo Domingo–La Isabela |
| Surinam Airways        | Charter: Paramaribo |
| Winair                 | Curaçao, St. Maarten |

### Cargo
| Légitársaság           | Célállomások |
| ---------------------- | ------------ |
| Amerijet International | Miami        |
| IBC Airways            | Miami        |